# Noemi Ivelj
Noemi Ivelj (* 1. November 2006) ist eine Schweizer Fussballspielerin. Sie spielt bei Eintracht Frankfurt und für die Schweizer Nationalmannschaft.

## Karriere

### Verein
Ivelj spielte bis 2017 beim FC Dietikon, bevor sie zum Grasshopper Club Zürich wechselte, bei dem sie die verschiedenen Jugendteams durchlief. Daneben spielte sie auch mit den Jungs des SC YF Juventus Zürich. Von 2019 bis 2022 besuchte sie die Football Academy des Schweizerischen Fussballverbands in Biel. Am 27. August 2022 kam sie erstmals zu einem kurzen Teileinsatz in der Women’s Super League. Bis Ende Jahr wurde sie noch zwei weitere Male eingesetzt. In der Winterpause 2022/23 wurde sie ins Kader der ersten Mannschaft aufgenommen. Sie kam in der Rückrunde in acht weiteren Meisterschaftspartien (inklusive Play-offs) und in zwei Cup-Partien zum Einsatz. Meist spielte sie dabei im zentralen Mittelfeld. Am 17. Juni 2025 wurde bekanntgegeben, dass Ivelj auf die Saison 2025/26 hin zu Eintracht Frankfurt in die deutsche Bundesliga wechseln wird. Sie unterschrieb einen Vertrag bis 2028.

### Nationalmannschaft
Im Oktober 2021 kam Ivelj erstmals in der U-17-Nationalmannschaft zum Einsatz, in einem Qualifikationsspiel für die Europameisterschaft. Sie nahm im Mai 2023 an der U-17-Europameisterschaft in Estland teil und führte ihr Team dabei als Captain aufs Feld. Die Schweiz qualifizierte sich für das Halbfinale. Im entscheidenden Gruppenspiel gegen Deutschland schoss Ivelj in der 71. Minute das entscheidende Tor mittels Elfmeter.
Im September 2023 erhielt Ivelj erstmals ein Aufgebot für die Schweizer A-Nationalmannschaft. In der Nations-League-Partie vom 26. September 2023 gegen die amtierenden Weltmeisterinnen aus Spanien kam sie zu ihrem Debüt. Sie spielte die letzten 13 Minuten der Partie in der Verteidigung. Sie kam in der Folge regelmässig zum Einsatz. Sie stand auch im Kader für die Europameisterschaft 2025 im eigenen Land. Sie kam im ersten Gruppenspiel und im Viertelfinal zum Einsatz, jeweils von Beginn an.
Seit Sommer 2023 gehört Ivelj auch zum Kader der U-19-Nationalmannschaft, sie debütierte in diesem Team im Dezember desselben Jahres.

## Persönliches
Ivelj wuchs in Würenlos und in Killwangen auf. Ihre Mutter war Fussballtrainerin bei den Juniorinnen des FC Dietikon. Ihr Vater war Fussballspieler und ist heute Trainer. Er ist kroatisch-schweizerischer Doppelbürger. Auch ihr Bruder Ivan ist Fussballspieler. Neben dem Fussball besucht sie an der Kantonsschule Baden das Gymnasium.